# (5349) Paulharris
(5349) Paulharris es un asteroide perteneciente a asteroides que cruzan la órbita de Marte, descubierto el 7 de septiembre de 1988 por Eleanor F. Helin desde el Observatorio del Monte Palomar, Estados Unidos.

## Designación y nombre
Designado provisionalmente como 1988 RA. Fue nombrado Paulharris en honor a Paul Harris que, en 1905, fundó Rotary International como un foro para que los líderes empresariales se reunieran y prestaran servicios para beneficiar a sus comunidades locales y contribuir a la comprensión internacional. En el año 1988, con 1,2 millones de miembros en todo el mundo, los rotarios respaldan una variedad de causas valiosas, incluido el programa Polio Plus que ha inmunizado a millones de niños en todo el mundo. Además, como la organización de becas más grande del mundo patrocinada por entidades privadas, Rotary International ofrece 1350 becas cada año a estudiantes merecedores.

## Características orbitales
Paulharris está situado a una distancia media del Sol de 2,787 ua, pudiendo alejarse hasta 4,087 ua y acercarse hasta 1,487 ua. Su excentricidad es 0,466 y la inclinación orbital 28,52 grados. Emplea 1700,08 días en completar una órbita alrededor del Sol.

## Características físicas
La magnitud absoluta de Paulharris es 13. Está asignado al tipo espectral C según la clasificación SMASSII.